# Job Baster

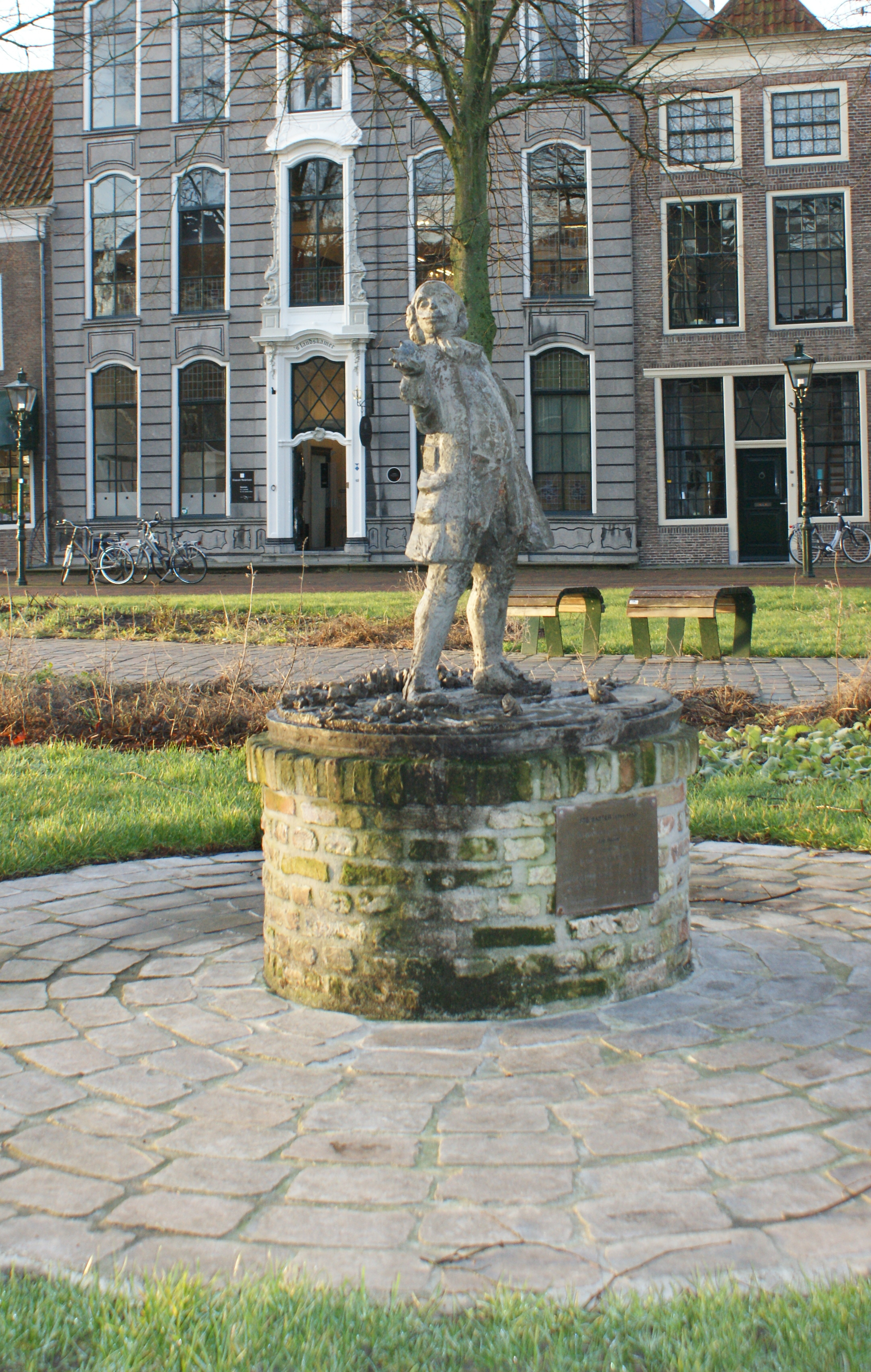
Job Baster (2018)

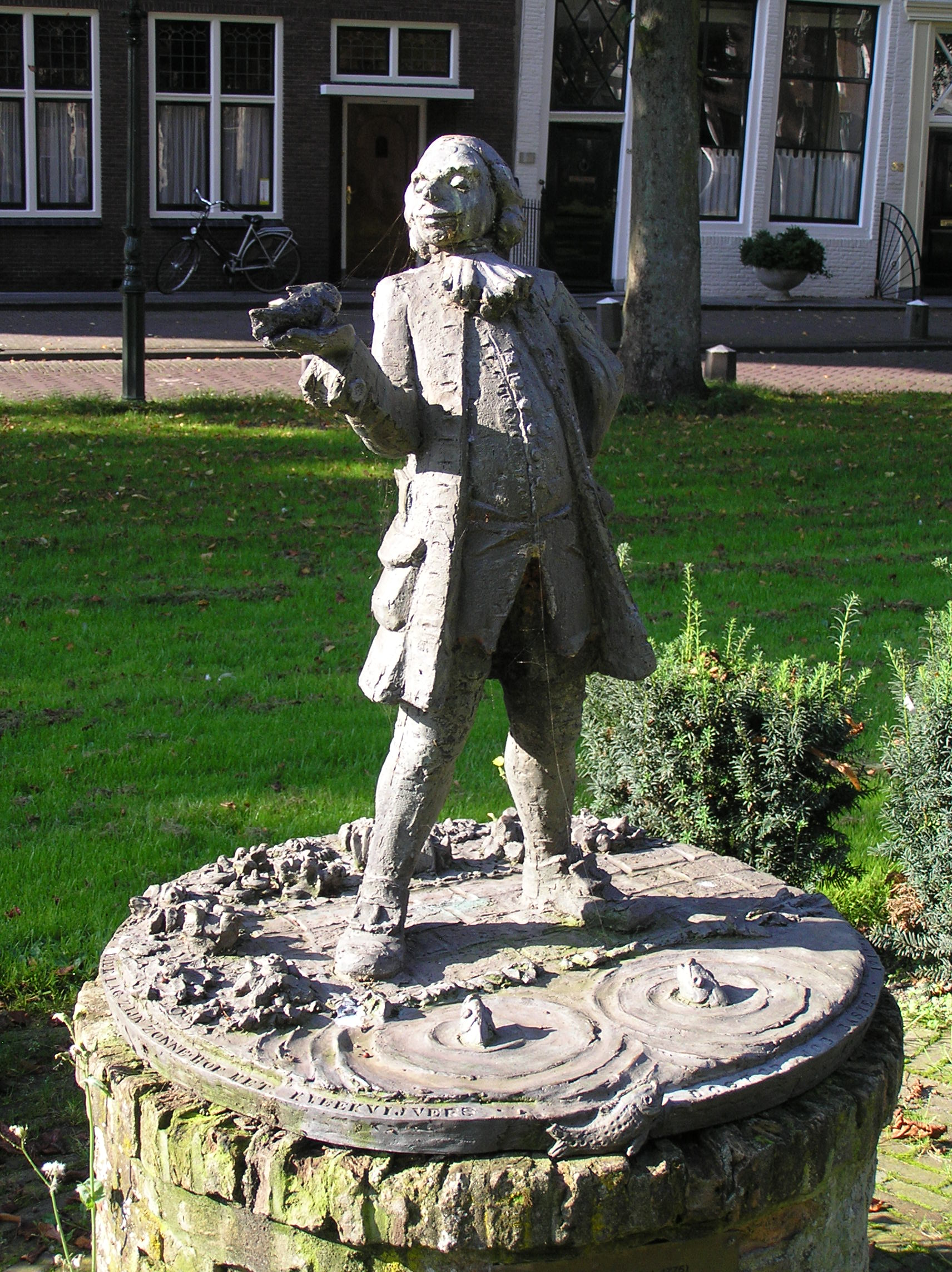
Job Baster

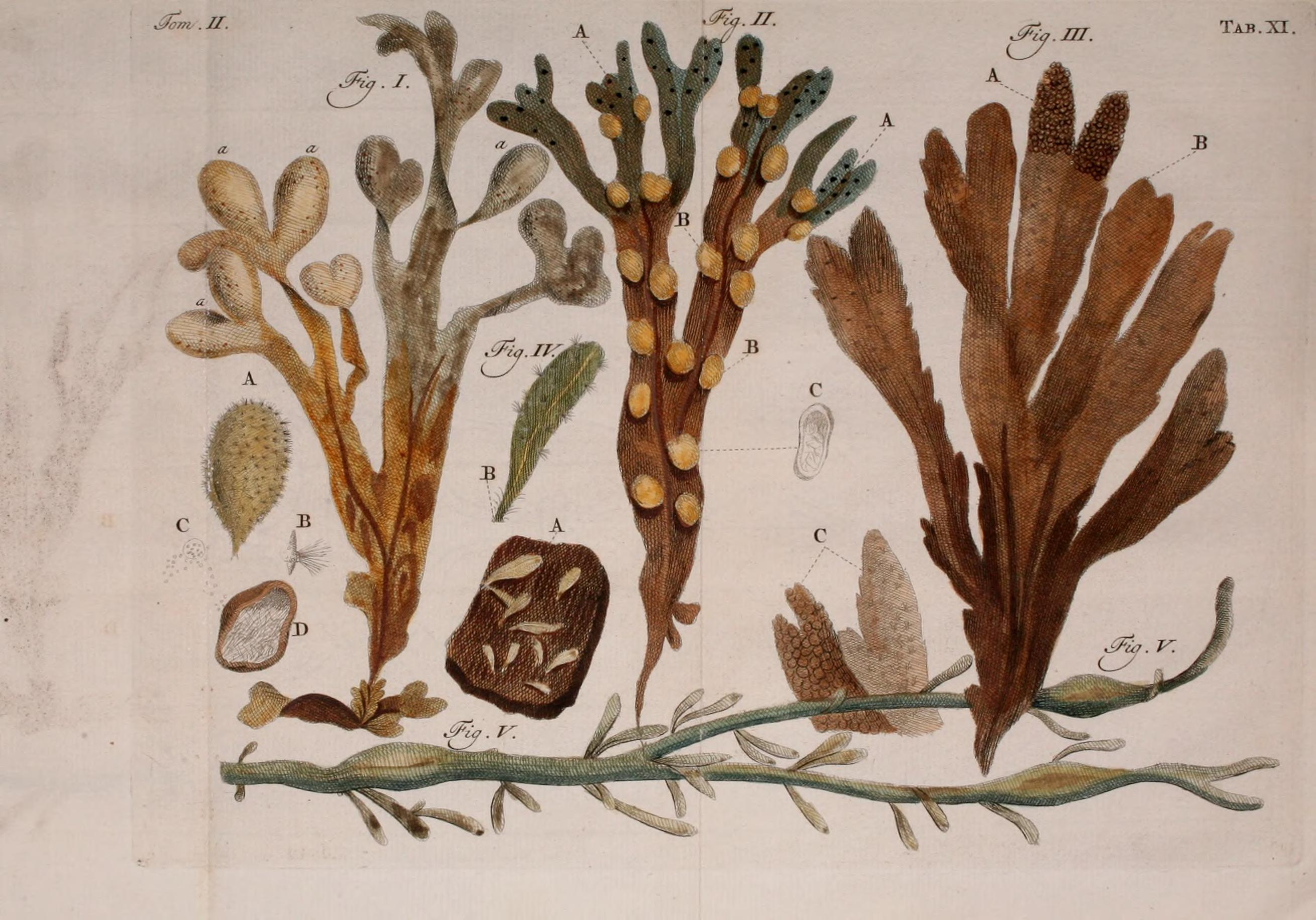
Opuscula subseciva.

Job Baster (Zierikzee, 2 april 1711 – 6 maart 1775) is een achttiende-eeuwse geneesheer uit Zierikzee. Hij werd bekend om zijn studies op het gebied geneeskunde en natuurlijke historie. 

## Biografie
Baster, geboren in Zierikzee, volgde de Latijnse school in Rotterdam en studeerde vervolgens medicijnen in Leiden. In 1731 promoveerde hij op de dissertatie De Osteogenia, over de verbening van botten. Bekende professoren als Herman Boerhaave en Willem Jacob 's Gravesande onderwezen hem niet alleen in medicijnen maar leerden hem ook om onderzoek over natuurlijke verschijnselen wetenschappelijk aan te pakken. Na zijn studie bezocht hij, ter vervolmaking van zijn studie, ziekenhuizen en botanische tuinen in Parijs en Londen. In de laatste plaats raakte hij bevriend met de Hans Sloane, de stichter van het British Museum, en de hortulanus Philip Miller. Na deze reis vestigde hij zich als geneesheer in Zierikzee.
Basters vele medische en natuurwetenschappelijke brieven trokken internationaal de aandacht. Op voorspraak van Boerhaave en 's Gravezande werd hij in 1738 Fellow van de Royal Society in London. Baster werd een breed georiënteerde wetenschapper. Naast zijn werk als dokter schreef hij artikelen over medicijnen en over het leven in zee. Zijn in het Nederlands, Engels of Latijn geschreven artikelen werden gepubliceerd in de Philosophical Transactions en in de Verhandelingen der Hollandse Maatschappij der Wetenschappen. Ook onderhield hij een uitgebreide correspondentie met in zijn tijd bekende natuuronderzoekers. In Nederland werd hij ook bekend als degene die de goudvis (Kin-Yu) introduceerde.
Baster was vermogend en woonde in een herenhuis aan de Oude Haven (thans Havenpark 35) in Zierikzee. In zijn huis had hij een drie meter hoge grenenhouten buffetkast, beplakt met schelpen. Dit schelpenbuffet behoort tot de kerncollectie van het Koninklijk Zeeuwsch Genootschap der Wetenschappen, is erkend als cultuurgoed van nationaal belang en te zien in het Stadhuismuseum Zierikzee. Bij de stadswal van Zierikzee (het huidige parkeerterrein Mosselboomgaard) bezat Baster de buitentuin ‘Het Zonnehof’, met een boomgaard, siertuin, twee vijvers (voor zijn goudvissen), een kleine theekoepel en een met schelpenfiguren gedecoreerde ‘grot’. In 1751 liet hij in Schuddebeurs bij Noordgouwe de buitenplaats Buytensorge aanleggen.

## Werken
In 1759 begon hij met publicatie van zijn bekendste werk: Natuurkundige Uitspanningen behelzende eenige waarnemingen over sommige zee-planten en zee-insecten. Het werk werd in zes volumes uitgegeven die uiteindelijk in twee boeken werden gebundeld. In de eerste twee volumes gaf hij zijn bijdrage aan de discussie of de organismen die op de zeebodem leven: vooral planten, dieren of, zoals Carl Linnaeus meende, zoophyten (plant-dieren). Basters theorie over dit onderwerp werd, niet ten onrechte, sterk aangevallen door John Ellis (natuuronderzoeker). Ook Linnaeus gaf aan niet veel in Basters theorie te zien. Na deze valse start ging Baster door met het bestuderen van het mariene organismen in de Oosterschelde bij Zierikzee. In zijn mooi geïllustreerde werk behandelde hij een grote verscheidenheid aan mariene soorten. In 1765 moest hij dit werk staken, 53 jaar oud werd hij blind aan zijn linkeroog.
In 1767 publiceerde hij een vertaling en bewerking van het Engelstalige handboek voor tuinaanleg en -onderhoud The gardeners kalendar van zijn vriend Philip Miller onder de titel Maandelykse tuin-oeffeningen.

## Nagedachtenis
Het tijdschrift Basteria van de Nederlandse Malacologische Vereniging (NMV), in 1936 voor het eerst verschenen, is naar hem genoemd. Aan het Havenpark tegenover zijn vroegere woonhuis staat een bronzen beeld van Baster, vervaardigd door de Zierikzeese kunstenaar Ad Braat en onthuld op 13 augustus 1976. De begane grond van zijn woonhuis is thans te huur onder de naam 'Job Baster Gastenverblijf'.